# Gnaphosa cantabrica
Gnaphosa cantabrica är en spindelart som beskrevs av Simon 1914. Gnaphosa cantabrica ingår i släktet Gnaphosa och familjen plattbuksspindlar. Inga underarter finns listade i Catalogue of Life.